# Macapta albivitta
Macapta albivitta är en fjärilsart som beskrevs av George Francis Hampson 1910. Macapta albivitta ingår i släktet Macapta och familjen nattflyn. Inga underarter finns listade i Catalogue of Life.